# Australian Journal of Chemistry
Australian Journal of Chemistry è una rivista accademica che si occupa di chimica.
Nel 2014 il fattore d'impatto della rivista era di 1,558.